# Cristina (Minas Gerais)
Cristina é um município brasileiro do estado de Minas Gerais. Localiza-se na Região Geográfica Imediata de São Lourenço. Sua população recenseada em 2022 era de 10 374 habitantes. Cristina é conhecida como cidade imperatriz.

## Localização
O município está localizado no sul do estado. Faz divisa com Maria da Fé, Dom Viçoso, Carmo de Minas, Olímpio Noronha, Pedralva e Conceição das Pedras.

## Topônimo
O topônimo é uma homenagem à imperatriz Teresa Cristina, esposa de Dom Pedro II. O nome foi sugerido por um filho do município, o conselheiro Joaquim Delfino Ribeiro da Luz. Por esta razão, em 1° de dezembro de 1868, a Vila Christina (que se denominava "Espírito Santo dos Cumquibus"), recebe a visita da Princesa Isabel e seu esposo, o Conde D' Eu, a convite do conselheiro, para conhecer a terra que recebera o nome de sua mãe.

## História
O Sertão da Pedra Branca começou a ser desbravado a partir de 1797, quando surgiram 22 sesmarias. A primeira sesmaria foi concedida a João de Souza Portes em 6 de novembro de 1797 no local denominado Barra Mansa; no mesmo ano foram concedidas as sesmarias do Pitangal, pertencente a João Fernandes da Silva, e do Urutu, de propriedade de Manoel Cardoso de Menezes. Em 22 de maio de 1798 Domingos Rodrigues Simões recebeu meia légua na paragem chamada Comquibios (variação da palavra Cumquibus que significa riqueza). Foram estes os primeiros moradores das paragens às margens do rio Lambari, que derrubando matas edificaram as primeiras sesmarias, que na realidade eram fazendas dedicadas a agricultura, haja vista a fertilidade dos terrenos encontrados.
A cultura popular consagrou o dia 13 de maio de 1774 como sendo a fundação do primitivo arraial do Espírito Santo dos Cumquibus. No entanto, com o decorrer do tempo e descoberta de novos documentos, verificou-se que na data em questão, o Padre José Dutra da Luz, tão pouco residia na região de Cristina. De acordo com o historiador Luiz Gonzaga Teixeira, no início da década de 1770 o Padre Luz vivia distante dali, na região de Guarapiranga, hoje cidade de Piranga, documentos provam que em 1781 ele ainda se encontrava em Guarapiranga, quando solicitou uma sesmaria no chamado Sertão da Mantiqueira. O Padre Luz veio a fixar-se no Sul de Minas apenas em 1799, quando se tornou vigário encomendado de Pouso Alto, até o ano de 1804.
Sua fixação na Fazenda da Glória apenas se daria no ano de 1810, quando autorizações são concedidas, para construção de oratório e nele realizar-se serviços litúrgicos.
Por tradição, a data de 13 de maio foi mantida.

### Formação do arraial
Surgiu com poucos habitantes e não dispunha de uma administração, possuía uma capela dedicada ao Espírito Santo, subordinada eclesiasticamente à Paróquia de Nossa Senhora da Conceição de Pouso Alto e consequentemente ao Curato do Carmo, atualmente Carmo de Minas. A construção da capela deveu-se aos esforços de Manoel Machado de Vasconcelos e seu irmão Agostinho Machado, proprietários da sesmaria do Pitangal.
Assumindo a Diocese de Mariana, em 1820, o bispo Dom Frei José da Santíssima Trindade, viajando pela Comarca do Rio das Mortes em suas visitas pastorais no ano de 1824, designou a ida de um sacerdote à Capela do Espírito Santo em Cumquibus, para a administração de crismas.

### Visita da Princesa
A visita da Princesa Isabel e seu esposo Conde D’Eu, a Cristina deu-se em sua viagem às estâncias hidrominerais de Água Virtuosas da Campanha, hoje Lambari e Caxambu, pertencente então a Baependi. Sua breve estadia na Vila de Cristina, já estava sendo preparada pela Câmara Municipal desde 26 de novembro daquele ano, conforme foi registrado em ata de sua Sessão Extraordinária.
Os preparativos teriam sido feitos pelo então Presidente da Câmara Joaquim Delfino Ribeiro da Luz, tendo, também ocupado os cargos de Vice-presidente e Presidente Interino da Província de Minas Gerais e o de Deputado Geral do Império. A chegada da Princesa à Vila ocorreu no dia 1º de dezembro, hospedando-se na residência do Joaquim Delfino Ribeiro da Luz, situada na Rua Direita(atual Governador Valadares).

## Economia
Em meados do século XIX, o plantio e beneficiamento de fumo era o principal produto das maiores fazendas.

### Indústria
Hoje o muncípio conta com diversas fábricas de luvas e outros equipamentos de couro (EPI) para o comércio intermunicipal e interestadual. Além destas, a cidade conta com uma fábrica de batata palha, e outra de fabricação de produtos derivados do leite (Natalac).

### Agricultura
Cristina se destaca na produção de café, destacando-se a produção de café especial na fazenda do agricultor Sebastião Afonso da Silva, ganhador duas vezes seguidas do Cup Of Excellence, que consagra os melhores produtores de café do mundo.

### Pecuária
O município produz hoje em torno de 7,3 milhões de litros de leite/ano, com rebanho composto de aproximadamente 3,5 mil animais, pertencentes a 200 produtores.
A criação de pequenos animais é uma atividade realizada praticamente por todas as famílias rurais com objetivos principais de consumo familiar e pequena comercialização.

### Turismo
O município integra o Circuito Turístico Caminhos do Sul de Minas e é servido pelas rodovias AMG-1905, MG-347 e MGC-383. A cidade conta com várias cachoeiras, dentre elas a da Gruta que fica a poucos metros da praça central da cidade, além de belos casarões antigos dos séculos XIX e XX e da bela e antiga estação ferroviária da cidade (atual rodoviária).

## Cultura e natureza

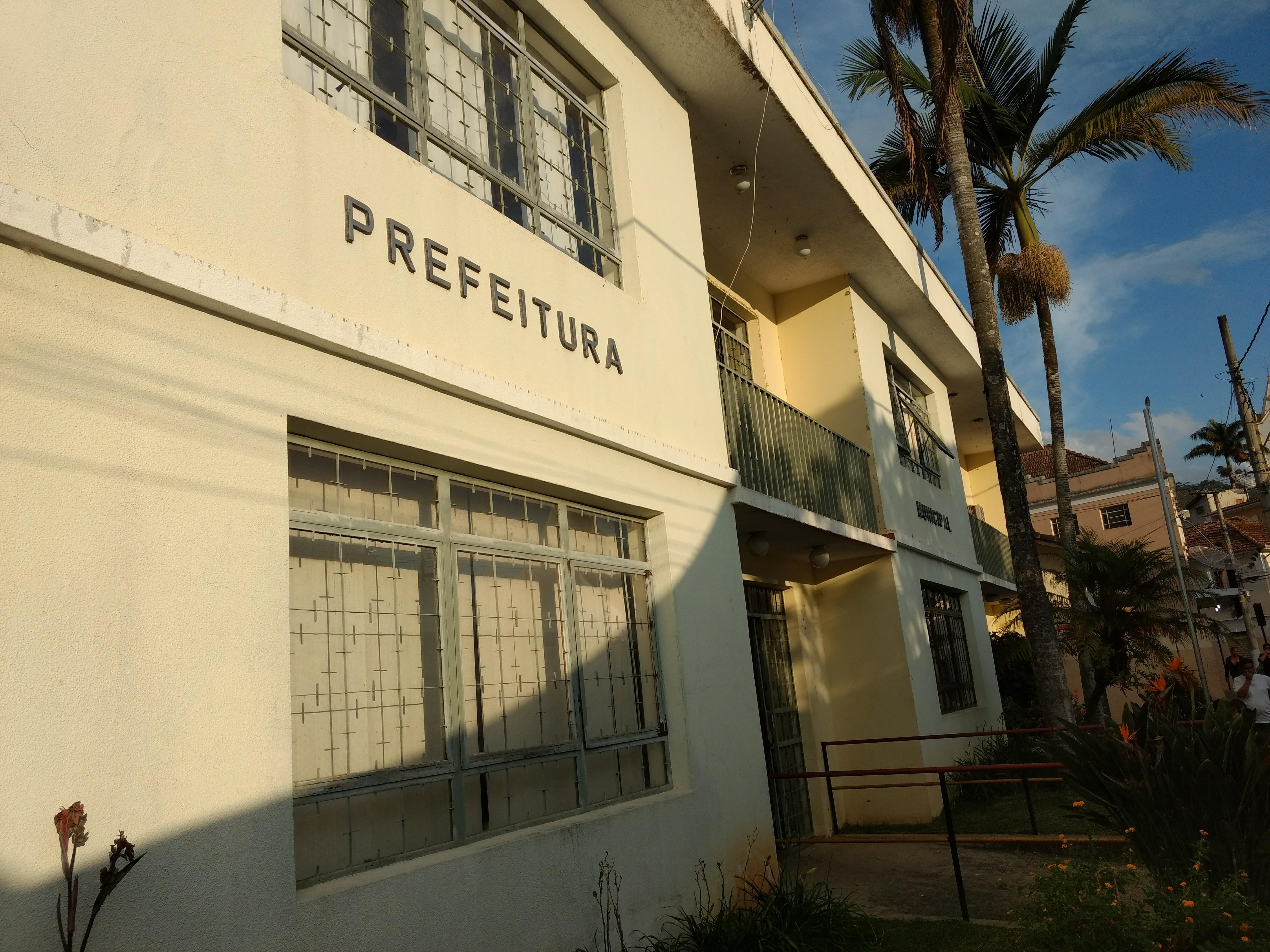
Sede da prefeitura municipal

Cristina é a terra natal de Delfim Moreira, 10º presidente da República. Cristina conta com um museu, o "Museu do Trem" (local onde são guardados equipamentos e utensílios da extinta ferrovia, a Estrada de Ferro Sapucaí, inclusive uma locomotiva restaurada),  monumentos, como o busto e cripta do Dr. Silvestre Dias Ferraz Júnior, a estátua do Leão e do Peixinho, o famoso chafariz, o túmulo do "Conselheiro Joaquim Delfino Ribeiro da Luz" (logo na entrada do cemitério). Além de diversas praças, casarões antigos, inúmeras cachoeiras, rios, chácaras, fazendas históricas e montanhas.
Entre os casarões, podem ser conhecidos:
- Casarão dos Noronha Kauage (hoje transformado em pousada);
- Casarão da família Fonseca (Nilo Fonseca);
- Casarão da família Azevedo (João de Azevedo ("João Gastão");
- Casarão da família Barcelos (propriedade da família Noronha);
- Casarão da família Alves Ribeiro (descendentes de Cornélio Alves Ribeiro);
- Prédio centenário da Estação Ferroviária (hoje, transformado em Terminal Rodoviário);
- Casarão da Família Junqueira Ferraz (Adolfo Junqueira Ferraz);

## Política

### Período Imperial
No período imperial, os governantes a nível municipal eram denominadas presidentes da Câmara. Abaixo a lista dos chefes do executivo municipal de Cristina, até o fim da monarquia no Brasil:

#### Presidentes da Câmara Municipal
| nº | Nome                           | início do mandato | fim do mandato |
| 1  | João Carneiro Santiago         | 1852              | 1852           |
| 2  | João Batista Pinto             | 1853              | 1856           |
| 3  | Joaquim Carneiro Santiago      | 1857              | 1857           |
| 4  | José Felipe dos Santos         | 1857              | 1857           |
| 5  | Joaquim Carneiro Santiago      | 1857              | 1860           |
| 6  | Fernando Oliver Alzamora       | 1861              | 1861           |
| 7  | Joaquim Delfino Ribeiro da Luz | 1861              | 1861           |
| 8  | Fernando Oliver Alzamora       | 1862              | 1862           |
| 9  | Joaquim Delfino Ribeiro da Luz | 1862              | 1864           |
| 10 | Antônio Dias Ferraz            | 1864              | 1864           |
| 11 | Joaquim Delfino Ribeiro da Luz | 1865              | 1869           |
| 12 | Manoel Carneiro Neto           | 1870              | 1871           |
| 13 | Joaquim Delfino Ribeiro da Luz | 1872              | 1876           |
| 14 | Antônio Vieira da Silva        | 1877              | 1880           |
| 15 | Francisco Carneiro Ribeiro     | 1881              | 1884           |
| 16 | Antônio Olyntho Batista Pinto  | 1885              | 1888           |
| 17 | Antônio Vieira da Silva        | 1889              | 1889           |

### Período Republicano

#### Agentes Executivos
Com o advento da República, até o ano de 1930 os municípios elegiam apenas vereadores, o qual mais votado desempenhava o cargo de Agente Executivo:
| nº | Nome                                | início do mandato | fim do mandato |
| 1  | Francisco Isidoro da Silveira Pinto | 1890              | 1890           |
| 2  | Antônio Vieira da Silva             | 1890              | 1890           |
| 3  | João Batista da Fonseca             | 1890              | 1891           |
| 4  | Luis d'Oliveira                     | 1892              | 1892           |
| 5  | Joaquim Machado de Andrade          | 1893              | 1894           |
| 6  | Francisco José Barbosa              | 1895              | 1895           |
| 7  | Francisco Isidoro da Silveira Pinto | 1900              | 1903           |
| 8  | Francisco José Ribeiro Sobrinho     | 1904              | 1907           |
| 9  | Godofredo Pinto da Fonseca          | 1908              | 1923           |
| 10 | Albertino Dias Ferraz               | 1923              | 1926           |
| 11 | Pedro Carneiro de Rezende           | 1927              | 1930           |
| 12 | Antônio Cândido Toledo              | 1931              | 1934           |
| 13 | João Bueno Mendonça de Azevedo      | 1935              | 1937           |

#### Prefeitos municipais
Com o advento da Revolução de 1930 o cargo foi extinto e então criado o cargo de Prefeito Municipal:
| nº | Nome                                                   | início do mandato | fim do mandato |
| 1  | José Rezende Ferraz (Interventor)                      | 1937              | 1946           |
| 2  | Gastão de Azevedo Filho (Interino)                     | 1946              | 1946           |
| 3  | Mário Carneiro Paraguai (Interino)                     | 1947              | 1947           |
| 4  | Gastão de Azevedo Filho (Interino)                     | 1947              | 1947           |
| 5  | João Bueno Mendonça de Azevedo                         | 1947              | 1947           |
| 6  | João Teixeira Pinto                                    | 1947              | 1951           |
| 7  | Ibrahim Pinto da Fonseca                               | 1951              | 1954           |
| 8  | Cornélio Alves Ribeiro                                 | 1955              | 1959           |
| 9  | João José de Souza                                     | 1959              | 1963           |
| 10 | Gabriel Ribeiro Ferraz (afastado por motivo de doença) | 1963              | 1963           |
| 11 | Pedro Paulo de Rezende (Vice-prefeito)                 | 1963              | 1967           |
| 12 | Cornélio Alves Ribeiro                                 | 1967              | 1970           |
| 13 | Benedito Teixeira de Carvalho                          | 1971              | 1973           |
| 14 | Walter Rodrigues                                       | 1973              | 1977           |
| 15 | Miguel Aley                                            | 1977              | 1983           |
| 16 | Walter Rodrigues                                       | 1983              | 1988           |
| 17 | José Clênio Pereira                                    | 1989              | 1992           |
| 18 | José Carlos Filho                                      | 1993              | 1996           |
| 19 | João Dionísio Chaves                                   | 1997              | 2004           |
| 20 | Luiz Dárcio Pereira                                    | 2005              | 2012           |
| 21 | Márcio Barros Ribeiro                                  | 2013              | 2016           |
| 22 | Ricardo Pereira Azevedo                                | 2017              | 2024           |
| 23 | Márcio Barros Ribeiro                                  | 2025              | atualmente     |

## Religião
De acordo com o censo demográfico de 2010 a população do município naquele ano era constituída por 84% de católicos romanos, 12% de evangélicos e 4% de outras denominações.

### Possível aparição deNossa Senhora de Fátimaem Cristina
Crianças afirmaram ter visto uma aparição de Nossa Senhora em Cristina, segundo elas teria aparecido consecutivamente por três dias e teria pedido insistentemente para as crianças rezarem, ainda segundo elas a aparição teria acontecido em cima de uma capela enquanto elas brincavam.
O fato realmente é curioso ao ponto de vista que várias pessoas conseguiram fotografar e filmar de vários pontos da cidade a suposta aparição, mas com o fim de investigação o pároco da cidade, Antônio Carlos Oliveira, retirou a corneta da capela com o fim de estudar melhor o caso.
Segundo matéria vinculada pelo  Estado de Minas o fato gerou controvérsias na pequena cidade, de 10.000 (dez mil) habitantes, ainda segundo a mesma matéria uma testemunha ocular teria sentido arrepios.
Mas para o astrofísico, Gabriel Hickel, o caso realmente aconteceu, porém com uma explicação científica, segundo ele trata-se de uma ilusão de ótica causada pelas luzes da igreja que refletia através da corneta uma imagem semelhante a Nossa Senhora gerando um efeito conhecido como pareidolia.